# Kanton La Force
Kanton La Force (francouzsky Canton de la Force) je francouzský kanton v departementu Dordogne v regionu Akvitánie. Tvoří ho 12 obcí.

## Obce kantonu
- Bosset
- Fraisse
- Le Fleix
- La Force
- Ginestet
- Les Lèches
- Lunas
- Monfaucon
- Prigonrieux
- Saint-Georges-Blancaneix
- Saint-Géry
- Saint-Pierre-d'Eyraud